# Řepíček (Babice)
Rybník Řepíček o výměře vodní plochy 3,7 ha se nalézá asi 0,5 km jižně od centra obce Babice v okrese Hradec Králové. Rybník je využíván pro chov ryb.
Rybník Řepíček je spolu s okolními rybníky Vondránek, Vysušil a Svinče pozůstatkem bývalé rozsáhlé Chlumecké rybniční soustavy, která v době svého největšího rozkvětu čítala na 193 rybníků vybudovaných v průběhu 15. až 16. století v oblasti povodí řek Cidliny a Bystřice.

## Galerie

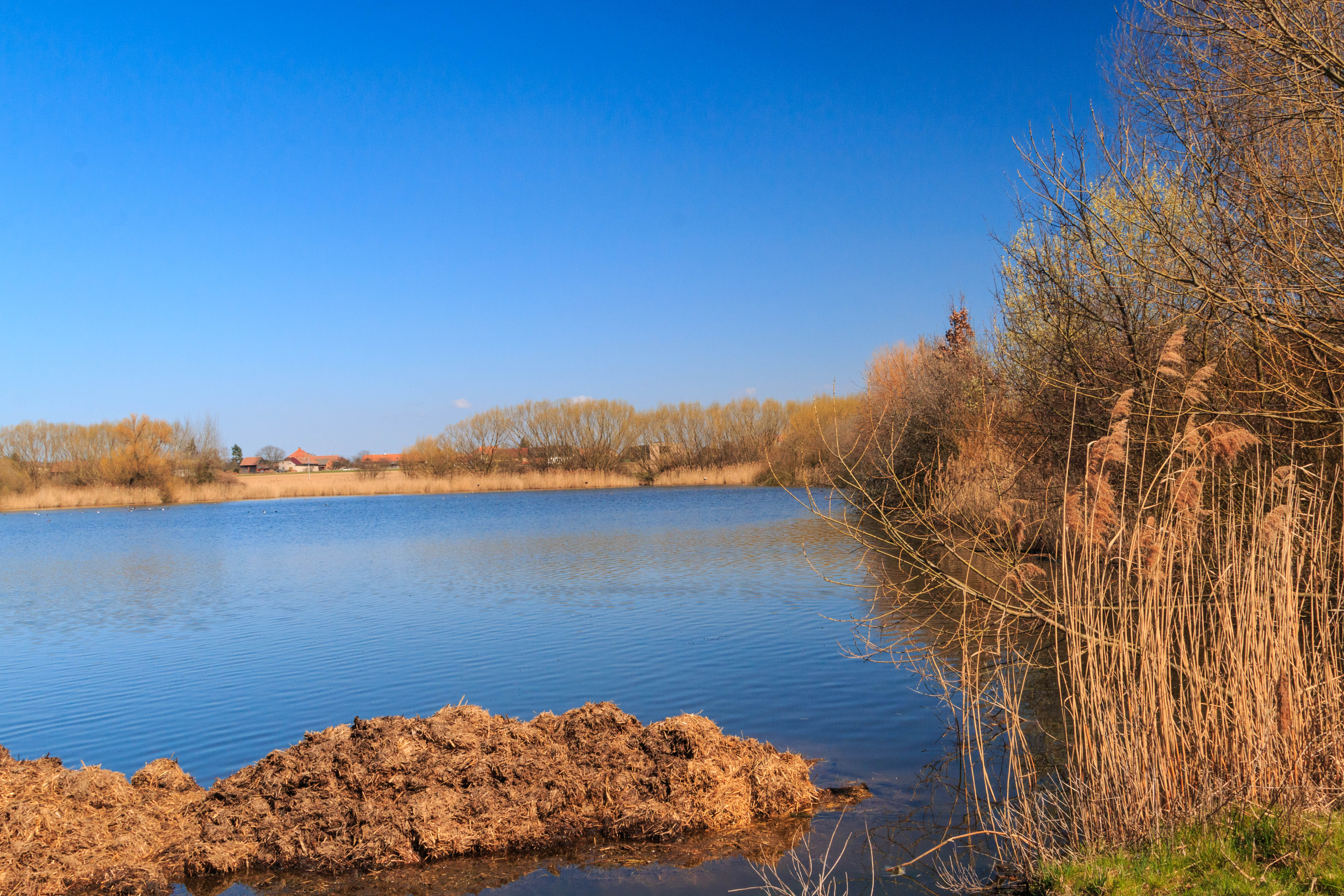
pohled na rybník Řepíček
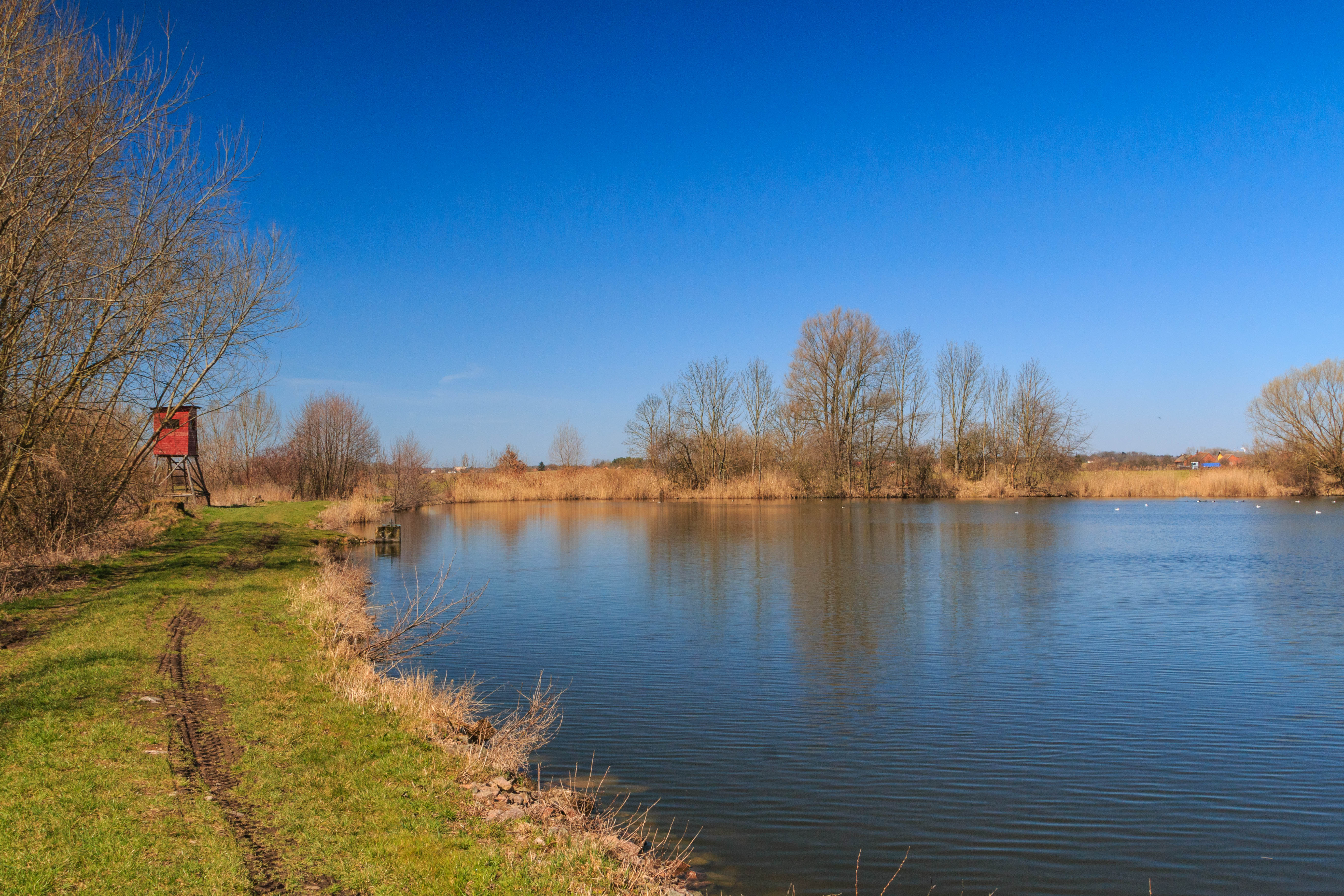
pohled na rybník Řepíček
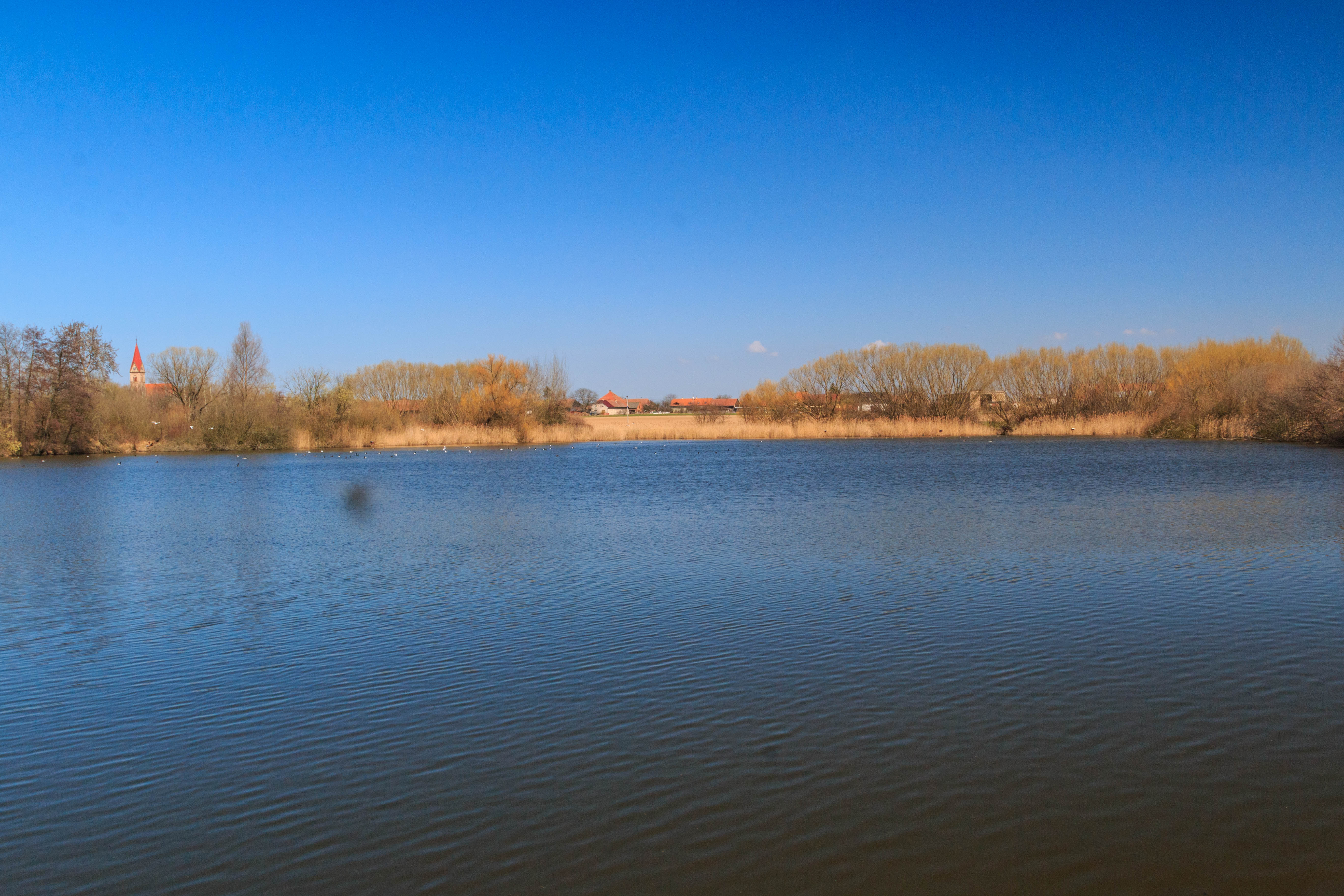
pohled na rybník Řepíček
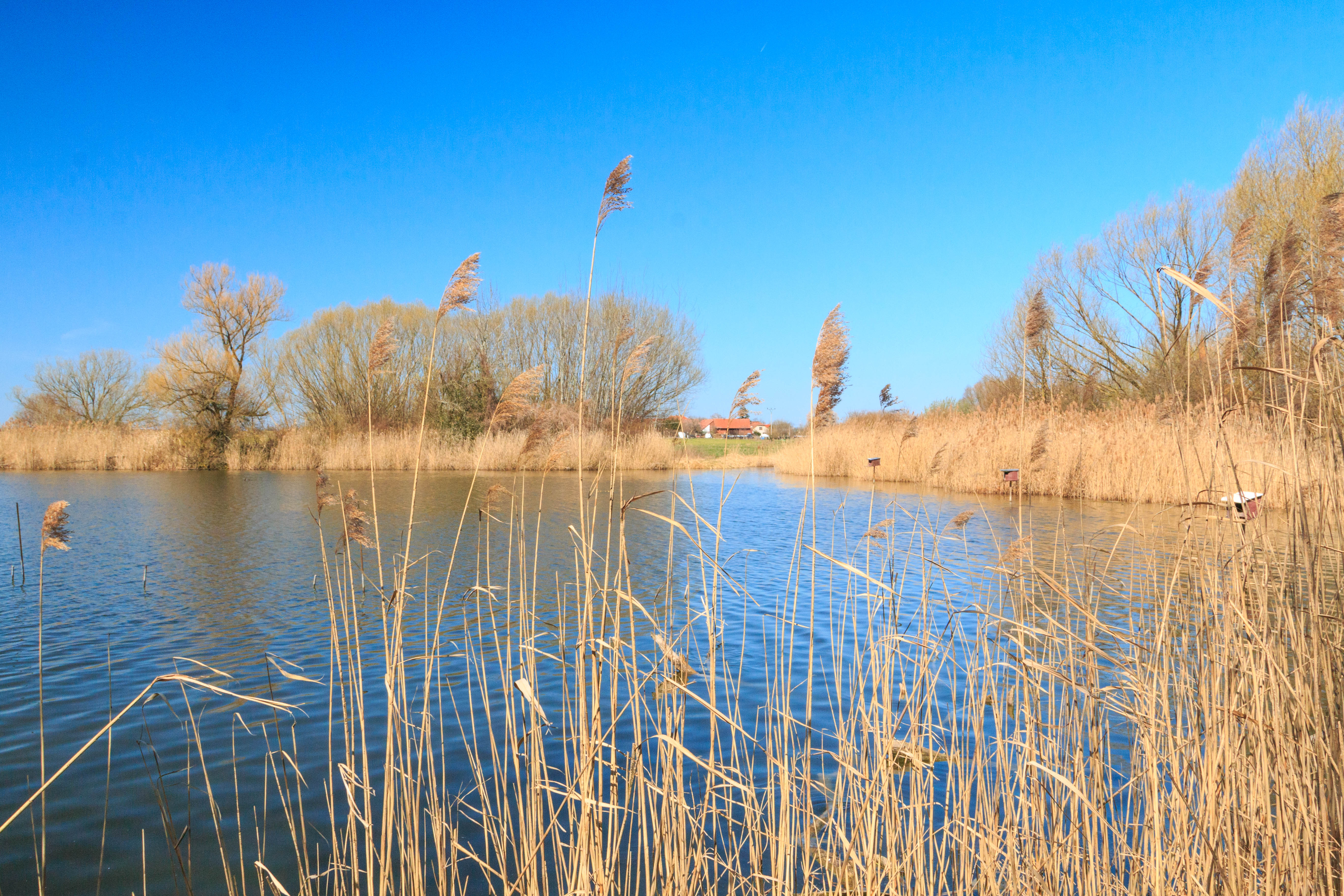
pohled na rybník Řepíček